# Cobitis illyrica
Cobitis illyrica är en fiskart som beskrevs av Jörg Freyhof och Stelbrink 2007. Cobitis illyrica ingår i släktet Cobitis och familjen nissögefiskar. IUCN kategoriserar arten globalt som akut hotad. Inga underarter finns listade i Catalogue of Life.